# Bafinski galeb
Bafinski galeb ili Kumlienov galeb (Larus glaucoides kumlieni) podvrsta je arktičkog galeba. Ovo je veliki galeb koji se razmnožava u arktičkim regijama Kanade. Prica selica je, zimi se seli od Labradora prema jugu do Nove Engleske i na zapadu preko Velikih jezera. Podvrsta je dobila ime po prirodoslovcu Ludwigu Kumlienu. Malo broj ptica redovito zaluta i u malom broju u Britaniju i Irsku.
Ovaj se takson do sada smatrao pravom vrstom, podvrstom Thayerovog galeba, podvrstom arktičkog galeba i hibridom između gore spomenutih vrsta, koje se od 2017. godine smatraju podvrstama arktičkog galeba.
Galeba je kao novu vrstu Larus kumlieni prvi opisao William Brewster, 1883. godine, na temelju uzorka koji je Ludwig Kumlien dobio iz Cumberland Sounda tijekom Arktičke ekspedicije Howgate.

## Opis
Takson je blijed u svim perjanicama, s izrazito promjenjivom količinom pigmenta u primarnim dijelovima. Pojedini primjerci se kreću od potpuno bijelih krila (ne razlikuje se od nominiranog islandskog galeba L. glaucoides) do toliko tamnih krila da se ne mogu razlikovati od Thayerovih galebova. Boja očiju je također promjenjiva, od blijedo žute do tamno smeđe. Čini se da takve izvanredne varijacije daju temelja pretpostavci da je Kumlienov galeb zapravo hibridni roj.
Kumlienovi galebovi u prosjeku su manji i znatno manje računi od vrlo velikog sjevernog galeba i obično su manji od srebrnastog galeba. Takson odraslo pero doseže za četiri do pet godina. Glasanje je krik "smijanja" poput srebrnastog galeba, ali viši.

## Prehrana
Ovi su galebovi svežderi poput većine galebova iz roda Larus i strvinare tražeći prikladan mali plijen. Hrane se dok lete, skupljaju hranu na ili neposredno ispod površine vode i hrane se tijekom šetnje ili plivanja. Njihove navike strvinarenja vode ih do čestih odlagališta otpada, odvoda kanalizacije i mjesta gdje se čisti riba.

## Razmnožavanje
Ovaj se takson razmnožava u kolonijama ili pojedinačno na obalama i liticama, praveći gnijezdo obloženo travom, mahovinom ili morskim algama na tlu ili litici. Obično se polože dva ili tri svijetlosmeđa jaja.

## Vanjske poveznice
|  | Zajednički poslužitelj ima još gradiva o temi Larus glaucoides kumlieni |
|  | Wikivrste imaju podatke o taksonu Larus glaucoides kumlieni             |

- Iceland Gull videos on the Internet Bird Collection
- Iceland Gull photo gallery  Arhivirana inačica izvorne stranice od 13. studenoga 2020. (Wayback Machine) VIREO